# Marxista Leninista Pensamiento Maotsetung

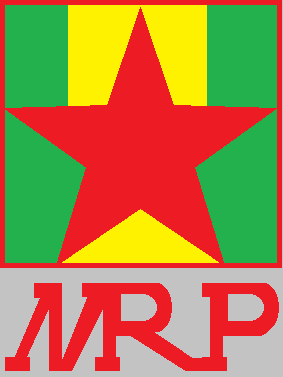
Logotipo del Movimiento Revolucionario del Pueblo

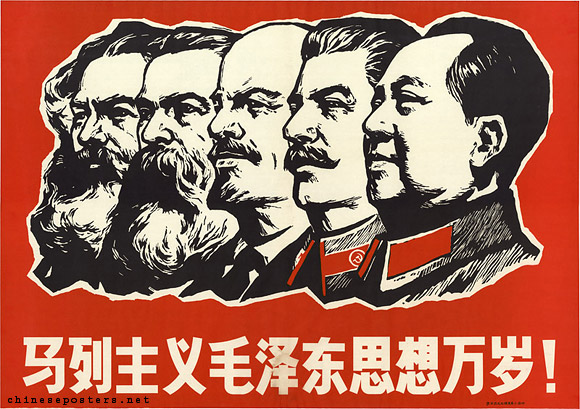
Propaganda Maoista

El Marxismo Leninismo Pensamiento Maotsetung es una interpretación de las tesis de Mao Tse-Tung, Lenin y Karl Marx ideada por miembros de la Liga Comunista Espartaco (Mexico), llamado a posterior "El grupo de los 9". Entre los que destaca Antonio Martínez (Camarada Tomas) y su texto "Por una línea de masas", que formarían en el año de 1969 el Frente Popular Independiente en el municipio de Nezahualcóyotl (estado de México), que luego se extendería en las escuelas, fábricas y zonas populares del valle de México y la república mexicana.
El Marxismo Leninismo Pensamiento Maotsetung se diferencia de otras posiciones marxistas por su concepción de lucha organizada a distintos niveles. Por una parte concibe la necesidad vital de crear organizaciones de masas como el Maoísmo, y rescata casi todos los postulados de Mao Tse-Tung de entre los cuales destaca la Linea de masas, pero reivindica la necesidad de construir la vanguardia revolucionaria formulada por Lenin. Dicha vanguardia formada por cuadros comunistas autodefinidos como bolcheviques. De esta forma se genera una simbiosis dialéctica masas-vanguardia. Por estos motivos las organizaciones Marxistas Leninistas Pensamiento Maotsetung no entran en las prácticas maoístas ni marxistas leninistas, siendo una fusión de ambas. Pese a esto los que adoptan el Marxismo Leninismo Pasamiento Maotsetung suelen autoconsiderarse como parte del movimiento Maoísta.
Esta corriente del Marxismo se desarrolló con fuerza en la década de los 70s y principios de los 80s, generando organizaciones de masas en todo México como el Movimiento Revolucionario del Pueblo (México), El Frente Popular Independiente, la Unión Por la Organización del Movimiento estudiantil, la Unión de Trabajadores (Mexico), la Unión de colonias Populares (Mexico), la Coordinadora Nacional de Movimientos Populares Linea de Masas, la Coordinadora Nacional del Movimiento Urbano Popular o la coordinadora línea de masas entre otras. 

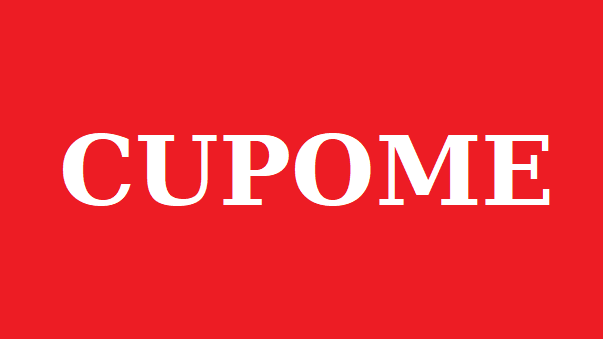
Bandera del Comité Universitaria Por la organización del Movimiento estudiantil

Muchos adeptos a esta corriente formaron parte del Frente Democrático Nacional (México) y posteriormente del Partido de la Revolución Democrática y de Morena (partido político), como fue el caso de Antonio Martínez (camarada Tomas). En la década del 2010 se vio un resurgimiento de las organización autodefinidas como Marxistas Leninistas Pensamiento Maotsetung, como la Organización Nacional por el Poder Popular (heredera directa del Movimiento Revolucionario del Pueblo (México), la Organización Política Felipe Ángeles, el Movimiento Cívico Popular, la Unión de colonias Populares (Mexico), la Unión de Trabajadores del Campo (México), el Movimiento Linea de Masas, la Unión Popular Avanzar, el Comité Universitario por la Organización del Movimiento Estudiantil que se autodefinió como la refundación de la Unión Por la Organización del Movimiento estudiantil.